# 高田有紗
高田 有紗（たかだ ありさ、Arisa Takada、1993年2月16日 - ）は、日本の女性ファッションモデル。愛知県名古屋市出身。ニュートラルマネジメント （NMT inc.）所属。

## 経歴
2009年、女性ファッション雑誌『Seventeen』のミスセブンティーンに応募総数5267人の中から選ばれる。同期は工藤えみ、広瀬アリス、橋本愛。

## 人物
特技はバスケットボール、スキー。
姉と兄がいる。
好きな食べ物はたい焼き、あんこ。
好きなブランドは　スナイデル、バービーなど。

## 出演

### 雑誌
- Seventeen(集英社.2009年 - 2011年）専属モデル